# Абду-ль-Кадир аль-Фаси
Абу Мухаммад Абду-ль-Кадир ибн Али аль-Фаси, известный как Абду-ль-Кадир аль-Фаси (араб. عبد القادر الفاسي‎; 2 марта 1599, Эль-Ксар-эль-Кебир — 2 октября 1680, Фес) — исламский богослов, правовед маликитского мазхаба. Один из самых видных членов семьи аль-Фаси.

## Биография
Полное имя: Абу Мухаммад Абду-ль-Кадир ибн Абу-ль-Хасан Али ибн Абу-ль-Махасин Юсуф аль-Касри аль-Фаси. Родился 2 марта 1599 года (29 рамадана 1007 г.х.) в Эль-Ксар-эль-Кебире, примерно в восьмидесяти километрах к югу от Танжера. С раннем детства под руководством отца изучал Коран, арабский язык, исламское право (фикх), хадисоведение и другие исламские дисциплины. В 1616 году переехал в Фес и учился в медресе Мисбахийя напротив Каравийина. Здесь он долгие годы обучался, как написано в его иджазе, у «самых великих учителей того времени», среди которых был Абду-ль-Вахид ибн Ашир. Закончив учёбу, он отправился домой, но был ограблен по дороге разбойниками и вернулся в Фес. Его дядя сказал ему, что это знак того, что он должен остаться в Фесе и с тех пор студенты со всего Магриба приходили к нему для получения знаний.
Абду-ль-Кадир аль-Фаси вёл аскетичный образ жизни, отказывался принимать подарки от людей, живя на средства от переписывания и продажи копий «Сахиха» аль-Бухари. Он принял шазилийский тарикат от своего дяди Абду-р-Рахмана аль-Фаси, а когда тот умер — от его наследника Мухаммада ибн Абдуллаха. Основал шазилийскую завию в Эль-Ксар-эль-Кебире. Стал шейхом аль-джама‘а, самым уважаемым и знаменитым учителем Феса. Был известен не только как «учёный» (‘алим), но и как «святой» (вали). Был главой семейной завии в фесском квартале аль-Калькалийюн в момент возникновения династии Алауитов в Марокко. Он и его сын Абду-р-Рахман аль-Фаси являются ключевыми фигурами в консолидации аль-Фасийюн в качестве одной из наиболее важных семей современной марокканской религиозной элиты.
Его биография, Тухфат аль-Кебир, написана его сыном Абду-р-Рахманом аль-Фаси. Абду-ль-Кадир аль-Фаси является автором жанра фахрасы, в котором он перечисляет своих шейхов и работы, которые он читал с ними. Фахрасу можно считать научной биографией. Он также написал Трактат о хадисе[каком?]. Абду-ль-Кадир был внуком Абу-ль-Махасина Юсуфа аль-Фаси (ум. 1604), который в конце шестнадцатого века основал первую семейную завию, ставшую центром тариката шазилия-джазулия в Фесе. Первоначально завия носила название Фассиюн, но позже ей дали имя Абду-ль-Кадира аль-Фаси. Известен также подборкой ответов (аджвиба) на различные вопросы фикха, собранных некоторыми из его учеников (аль-Ас’иля ас-Сугра валь-Кубра).
Абду-ль-Кадир аль-Фаси умер 2 октября 1680 года (8 Рамадана 1091 г.х.) в Фесе. Похоронен в завии, где он обычно преподавал.